# Monocistronische mRNA
Als Monocistronisch wird in der Genetik eine mRNA bezeichnet, die ein einzelnes Cistron codiert, das einem Gen entspricht. Diese mRNAs enthalten also nur einen offenen Leserahmen.
Im Gegensatz zu den monocistronischen eukaryotischen mRNAs werden die vorwiegend polygenischen (polycistronischen) mRNAs der Prokaryoten durch mehrere verschiedene Gene codiert. Bei einigen Viren führt die Translation ihres gesamten Genoms zu einem monocistronischen Polyprotein.